# Дитмаршен
Дитмаршен (на немски: Dithmarschen; на латински: Dithmarsia; на датски: Ditmarsken) е исторически регион в Шлезвиг-Холщайн, Германия. Намира се между Северно море и Килския канал. Главните градове са Хайде и Мелдорф. Днес там се намира окръг Дитмаршен.